# Ле Стрейндж, Джон, 5-й барон Стрейндж из Блэкмера
Джон ле Стрейндж (англ. John le Strange; приблизительно 1353 — 3 августа 1375) — английский аристократ, 5-й барон Стрейндж из Блэкмера с 1361 года. Сын Джона ле Стрейнджа, 4-го барона Стрейнджа из Нокина, и Мэри Фицалан. После смерти отца унаследовал семейные владения и баронский титул. Был женат на Изабелле де Бошан, дочери Томаса де Бошана, 11-го графа Уорика, и Кэтрин Мортимер. В этом браке родилась дочь Элизабет (1373—1383), жена Томаса Моубрея, 1-го герцога Норфолка.
Вдова барона вышла замуж во второй раз — за Уильяма де Уффорда, 2-го графа Саффолка.